# An-72
An-72 (ros. Ан-72) – dwusilnikowy, odrzutowy samolot transportowy konstrukcji radzieckiej zaprojektowany w biurze Olega Antonowa. Samolot może działać z lotnisk o krótkim pasie (STOL). Jego wersją rozwojową jest samolot An-74.

## Konstrukcja
An-72 jest górnopłatem, gondole silników są zintegrowane ze skrzydłami, samolot posiada usterzenie w kształcie litery „T”. Podwozie chowane w locie.
Silniki zostały umieszczone nad skrzydłami w celu wytworzenia efektu Coandy, co zwiększa nośność samolotu.

## Wersje samolotu
- An-72S – przeznaczona do transportu VIP-ów
- An-72P – przeznaczona do patrolowania obszarów morskich
- An-74 – wersja rozwojowa, zmiany konstrukcyjne

## Dane techniczne
| Dane techniczne samolotu An-72 |                       |
| ------------------------------ | --------------------- |
| Rozpiętość skrzydeł            | 31,89 m               |
| Długość                        | 28,07 m               |
| Silniki                        | 2 × ZMKB Progress D36 |
| Prędkość przelotowa            | 600 km/h              |
| Zasięg                         | 800 ÷ 2000 km         |